# 長岡大橋
長岡大橋（ながおかおおはし）は、新潟県長岡市の信濃川に架かる国道8号長岡バイパスの橋長1078.2 m（メートル）の桁橋。

## 概要
長岡市水道町五丁目と同市宮関町との間に架かる、橋長1078.2 m、幅員23.05 mを有する3径間および4径間連続鋼リベット非合成箱桁橋。車道は片側2車線の計4車線で、車道両端に幅員2.5 mを有する自転車歩行者道を備える。長岡市域の信濃川に架かる橋梁で、国道の指定区間（国土交通省が管理を行う区間）となっているのは当橋梁と越の大橋の2つである。
1970年（昭和45年）11月16日（昭和45年）、長岡バイパスの神田 - 喜多町間開通と同時に上流側の1期線橋梁を使用した暫定2車線で供用を開始した。交通量増大に対応するため1985年度（昭和60年度）から拡幅に着手して2期線橋梁が建設され、1989年（平成元年）12月31日から完成4車線での供用を開始した。
自歩道には計3箇所のバルコニーが設けられており、信濃川流域を眺望することができる。また長岡市の風物や歴史に因んだデザインが採り入れられており、街路灯には長岡まつりの大花火大会で打ち上げられる三尺玉や、フェニックス（不死鳥）を模ったレリーフが据え付けられている。
長岡市の川東地域と川西地域とを連絡する橋梁のひとつで、当橋梁の上流側には国道351号の大手大橋が、下流側には国道352号等の蔵王橋が、それぞれ架橋されている。

## 周辺
右岸側は長岡駅などがある長岡市の中心部の川東地区で、長岡大橋から右岸側に2.5kmほど行くと長岡東バイパスの川崎インターチェンジがあり、国道17号と分岐している。左岸側は川西地区で、新潟県立近代美術館やハイブ長岡、長岡造形大学などがあり、長岡大橋から2kmほど進むと関越自動車道の長岡インターチェンジがある。

## ギャラリー

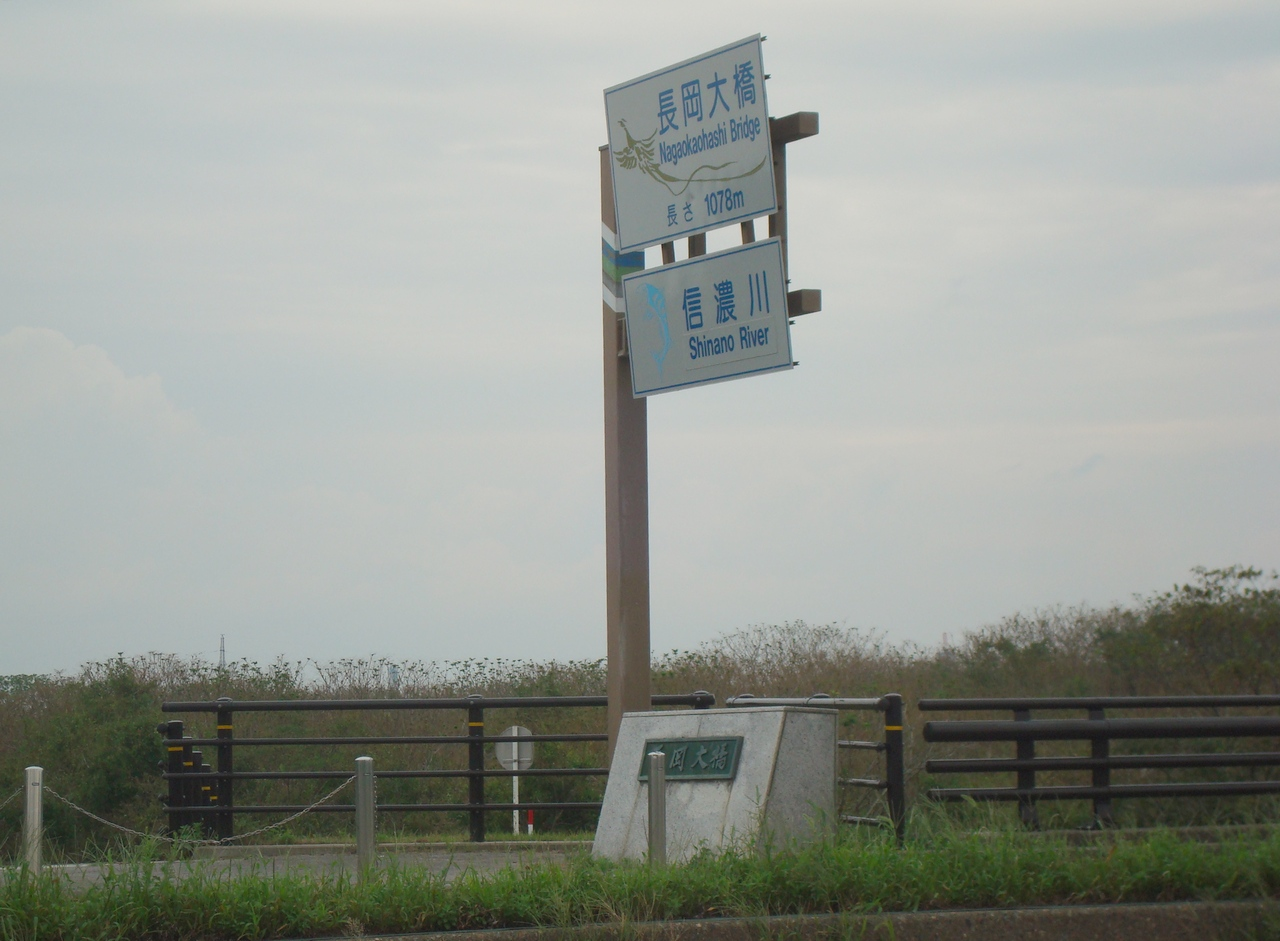
長岡大橋案内標識（西詰）